# Teorema degli stati corrispondenti
Il teorema degli stati corrispondenti si basa sull'assunto che a parità di grandezze ridotte il comportamento di qualunque fluido rispetto alle condizioni di gas ideale sia identico.

## Introduzione
Nel corso degli anni sono state sviluppate numerose correlazioni (gas ideali, Van der Waals, PC-SAFT,...) per descrivere accuratamente il comportamento di certi fluidi a fronte di una prolungata esperienza di lavoro con gli stessi.
Tuttavia è sempre stato di grande interesse avere una correlazione che possa andare a descrivere anche il comportamento di fluidi di cui si ha una ridotta conoscenza.
Il teorema degli stati corrispondenti è in grado di soddisfare questa necessità, anche se con un livello di approssimazione via via peggiore più il fluido investigato ha una forma differente rispetto al fluido di riferimento, tramite la definizione di un parametro z fattore di comprimibilità.

## Formulazione matematica

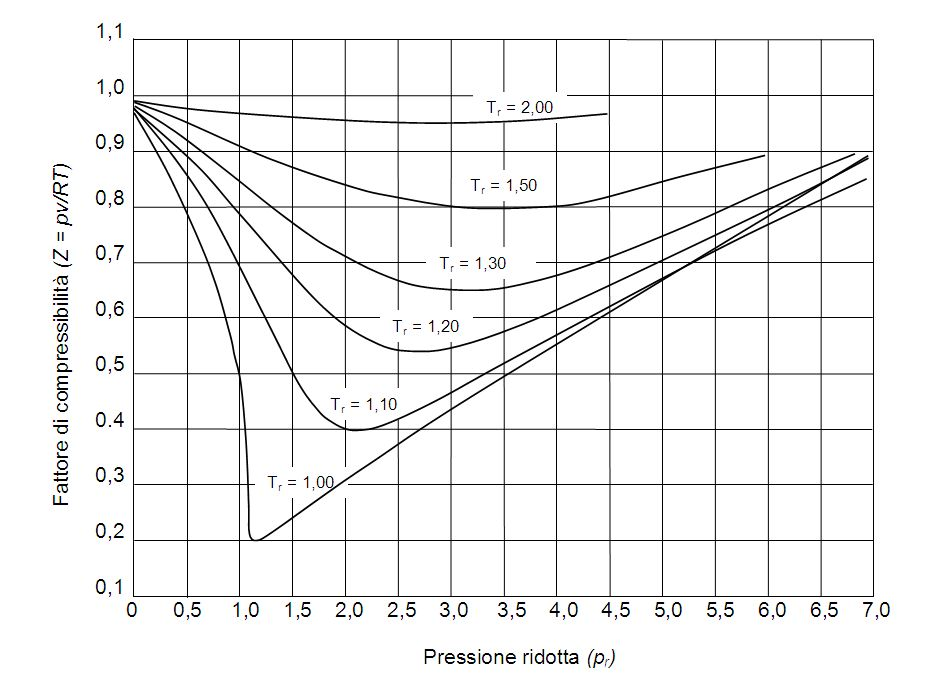
Diagramma generalizzato del fattore di comprimibilità.

Il fattore di comprimibilità è definito come il rapporto tra il volume specifico del gas reale rispetto al volume specifico del gas ideale nelle stesse condizioni di temperatura e pressione.

{\displaystyle z(T,p)={v(T,p) \over v^{0}(T,p)}}

Pertanto è possibile sostituendo a {\displaystyle v^{0}} la formulazione dei gas ideali scrivere una funzione che descriva il comportamento del volume del gas reale al variare di temperatura e pressione:

{\displaystyle v=z(T,p){RT \over MMp}}

Naturalmente la formulazione di z è estremamente complessa e, soprattutto, dipende dalla natura del fluido andando a vanificare l'utilità di questa formulazione, tuttavia introducendo le proprietà termodinamiche ridotte

{\displaystyle T_{r}={T \over T_{crit}}}; {\displaystyle p_{r}={p \over p_{crit}}}

Si può ricavare il comportamento di z rispetto a queste variabili che, ovviamente, deve essere indipendente dalla natura del fluido per l'assunto iniziale del principio degli stati corrispondenti.
Tale metodo, inoltre è utilizzabile anche per le miscele, avendo cura però di ridefinire opportunamente i valori equivalenti di temperatura e pressione critiche pesandole sulle frazioni molari della specie.